# Petrivka, Peatîhatkî
Petrivka (în ucraineană Петрівка) este un sat în comuna Zelenîi Luh din raionul Peatîhatkî, regiunea Dnipropetrovsk, Ucraina.

## Demografie
Componența lingvistică a localității Petrivka
     Ucraineană (93,94%)
     Rusă (6,06%)
Conform recensământului din 2001, majoritatea populației localității Petrivka era vorbitoare de ucraineană (93,94%), existând în minoritate și vorbitori de rusă (6,06%).